# آزلوسيلين
آزلوسيلين (بالإنجليزية: Azlocillin)‏ هو مضاد حيوي له نشاط وفاعلية أكبر في المختبر من كاربوكسي البنسلين .
أزلوسيلين يشبه الميزلوسيلين والبيبيراسيلين. فهو يوضح نشاط مضادات البكتيريا ضد طائفة واسعة من البكتيريا، بما في ذلك  الزّنجاريّة الزائفة Pseudomonas ، وخلافا لمعظم السيفالوسبورينات، يتعارض نشاطه ضد المكورات المعوية.